# Paavo (musikgrupp)
Paavo är en svensk musikgrupp. Paavo består av sex eller sju musiker och de drivande är pianisten Cecilia Persson och sångerskan och röstimprovisatören Sofia Jernberg. Tillsammans komponerar de musiken som bland annat har drag av jazz, fri improvisationsmusik och konstmusik. Paavo gav år 2007 ut sin första skiva på skivbolaget Apart Records där saxofonisterna Nils Berg, Thomas Backman, Jonas Knutsson och Albert Pinton, basisten Clas Lassbo och trummisen Gustav Nahlin medverkar. 

## Priser och utmärkelser
- 2007 – Jazzkatten som ”Årets jazzgrupp”

## Diskografi
- 2007 – paavo (med gruppen Paavo) – Apart Records APCD008
- 2010 – Cançó del Paó (med gruppen Paavo) – Found You Recordings FYR013
- 2013 – The Third Song of the Peacock (med gruppen Paavo) – Found You Recordings FYR024